# Edward Cecot
Edward Cecot (ur. 1 lipca 1974 w Szczecinie) – polski piłkarz występujący na pozycji środkowego obrońcy, w sezonie 2006/2007 został wicemistrzem kraju. Rozegrał ponad 259 meczów w ekstraklasie i strzelił 15 bramek. W latach 2013–2017 prowadził zespół GLKS Zjednoczeni Bełchatów. Od lipca do września 2017 był trenerem RKS Radomsko.
Aktualnie Edward Cecot jest trenerem w Akademii Piłkarskiej Soccer.